# SVEN
SVEN (Oy Sven Scandinavia Ltd) — фінський-виробник акустичних систем та комп'ютерної периферії. Згідно з офіційним сайтом компанії, станом на 2014 рік її головний офіс-склад знаходиться в  Фінляндії, Котка, Котолахдентіе, 15, офіс 201. Також компанія надає допомогу в складських та експедиторських послуг, оренди складу на території Фінляндії.
Продукція компанії у ціновому сегменті посідає середні позиції.
У 2000-і рр. продукція SVEN отримала безліч нагород і позитивних відзнак у комп'ютерній періодиці: у 2001 р. портал iXBT уперше назвав акустику SVEN відкриттям року, і незмінно визнавав «брендом року» з 2002 по 2009 рік включно у номінації «Комп'ютерно-орієнтована акустика». Упродовж останніх чотирьох років була першою в опитуванні «iXBT Brand – Вибір читачів» у номінації «Непрофесійна PC Акустика».

## Історія
Компанія Sven була зареєстрована в 1991 році. На сьогоднішній день має свої офіційні представництва в 50 країнах світу. Sven є мультинаціональною структурою, зосередженою на розробці і виробництві багатьох видів електротехнічного обладнання. Серед них центральне місце займають системи мультимедійної і портативної акустики, а також пристрої комп'ютерної периферії, наприклад, клавіатури, навушники, гарнітури, вебкамери, а також джерела безперебійного живлення, стабілізатори напруги і мережеві фільтри. Виробничі потужності компанії зосереджені на Тайвані і в КНР.